# جويل جلوكسمان
جويل جلوكسمان (مواليد 14 فبراير 1949) هو مبارز بالسيف من الولايات المتحدة، مثّل بلاده في الألعاب الأولمبية الصيفية 1984.

## روابط رياضية
جويل جلوكسمان على موقع أوليمبيديا (الإنجليزية)